# Prvenstvo Avstralije 1966
Prvenstvo Avstralije 1966 v tenisu.

## Moški posamično
Roy Emerson :  Arthur Ashe, 6–4, 6–8, 6–2, 6–3

## Ženske posamično
Margaret Court :  Nancy Richey, b.b.

## Moške dvojice
Fred Stolle /  Roy Emerson :   John Newcombe /  Tony Roche, 7–9, 6–3, 6–8, 14–12, 12–10

## Ženske dvojice
Carole Caldwell Graebner /  Nancy Richey :  Margaret Court /  Lesley Turner Bowrey, 6–4, 7–5

## Mešane dvojice
Judy Tegart Dalton /  Tony Roche :   Robyn Ebbern /  Bill Bowrey, 6–1, 6–3